# أغيمانغ أوبوكو
نانا أوبوكو أغيمانغ-بريمبيه (بالفرنسية: Nana Opoku Agyemang-Prempeh)‏ المعروف باسم أغيمانغ أوبوكو (ولد في 7 يونيو 1989 في أوبواسي) هو لاعب كرة قدم محترف غاني يلعب حاليا لليفسكي صوفيا البلغاري.

## المسيرة الرياضية مع الأندية
بدأ أوبوكو مسيرته الرياضية في أكاديمية أشانتي غولد لكرة القدم ثم تمت ترقيته إلى أشانتي غولد وانتقل إلى الصفاقسي التونسي في صفقة انتقال حر في يناير 2007. في ديسمبر 2008 انتقل إلى السد القطري. في 22 فبراير 2011 انضم إلى الأهلي القطري على سبيل الإعارة لمدة ثلاثة أشهر من السد. وقع عقدا مع ليفسكي صوفيا خلال صيف عام 2012 وشارك لأول مرة مع الفريق البلغاري في 26 يوليو 2012 في الخسارة 1-3 خارج أرضه من سراييفو في مباراة في دوري أبطال أوروبا. أنهى ليفسكي صوفيا عقده في 27 أكتوبر 2012.

## المسيرة الرياضية مع المنتخب
شارك أوبوكو في بطولة أفريقيا تحت 17 سنة لكرة القدم 2005 وكان عضوًا في منتخب غانا تحت 17 سنة الذي شارك في كأس العالم تحت 17 سنة لكرة القدم 2005 في بيرو. كما كان أوبوكو عضو في منتخب غانا تحت 20 سنة الذي فاز بكأس العالم تحت 20 سنة لكرة القدم 2009 في مصر.

## الإنجازات

### المنتخب
- منتخب غانا تحت 20 سنة
  - كأس العالم تحت 20 سنة لكرة القدم (1): 2009
- منتخب غانا
  - المركز الثاني في كأس الأمم الأفريقية لكرة القدم (1): 2010